# Aleksandër Meksi
Aleksandër Meksi, född den 8 mars 1939 i Tirana i Albanien, är en albansk politiker. Han var premiärminister från april 1992 till mars 1997. 